# Ochthebius lenkoranus
Ochthebius lenkoranus är en skalbaggsart som beskrevs av Edmund Reitter 1885. Ochthebius lenkoranus ingår i släktet Ochthebius och familjen vattenbrynsbaggar. Inga underarter finns listade i Catalogue of Life.